# ソ・チャンフィ
- ソ・チャンフィ
- ソ・チャンヒ
- ソ・チャニ

ソ・チャンフィ（소찬휘、本名：キム・ギョンヒ、김경희、1972年1月20日 - ）は、大韓民国の女性歌手、作詞作曲家、ミュージカル女優、大学教授。代表曲は「Tears」「別れる機会」「賢明な選択」。

## 略歴
1988年、高校2年生で女性ヘヴィメタルバンド「EVE」のボーカル兼ギタリストとしてデビュー。アルバム1枚のみで解散。
1992年、SBS主催の創作歌謡コンテスト「新世代歌謡祭」で銀賞受賞（「사라지는 모습들」作詞・歌唱）。同年、キム・ギョンヒ名義でKBSドラマ「愛のために」とMBCドラマ「嫉妬」のサウンドトラックに参加。
1995年、男女混成グループ「CUBE」にリードボーカルとして参加。所属事務所の契約問題などでデビュー前に脱退。
1996年、ソ・チャンフィ名義でアルバム「cherish」を発売。収録曲「別れる機会」がヒットする。
1997年、セカンドアルバム収録の「賢明な選択」が大ヒットする。
2000年、4thアルバム収録の「Tears」が大ヒットする。
2001年、大学教授に就任する。
2003年、ミュージカル俳優出身の実業家と結婚。2006年に離婚。
2010年、釜山に音楽学校を開校する。
2017年、バンド「Street Guns」のロイと再婚。

## エピソード
モノマネ歌手数名に紛れた本物を歌声だけで当てる番組「本物は誰だ！～HIDDEN SINGER」の企画が、応募者が男性2名のみだったため中止となった。
「別れる機会」発売後にCUBEがソの歌唱音源バージョンの同曲でデビューしたため、ソ側がCUBEの楽曲に対して販売禁止仮処分申請を行った。

### 芸名の由来
芸名の由来については複数の説がある。
- 全羅道方言で「かなり、相当」を意味する「ソルチャンヒ（솔찬히）」[8]。
- 事務所の社長がジョイ・ウォンのファンで、映画「チャイニーズ・ゴースト・ストーリー」での役名「小倩」の韓国語読み「ソチョン（소천）」にあやかった[10]。

## ミュージカル
- 「Temptation」2001年
- 「ルナティック」2005年
- 「ヴァンテッド」2007年
- 「新 行進! ワイキキ・ブラザーズ」2009年
- 「ルーナティックドリームチーム」2010年

## テレビ
- 「私は歌手だ2」2012年
- 「私は歌手だ3」2015年

## 教歴
- 又松情報大学実用芸術学部[11]（2001年〜2006年）
- 大慶大学校実用音楽科教授[3]（2010年〜2011年）
- 大慶大学校実用音楽科助教授（2012年〜）
- 釜山フィモリスミュージックアカデミー院長（2010年開校）